# Heinkel He 219
O Heinkel He 219 foi um caça noturno que serviu a Luftwaffe nos últimos anos da Segunda Guerra Mundial. Um avião de design sofisticado, criado pela Heinkel, continha uma série de inovações, incluindo um radar Lichtenstein SN-2. Tinha um cockpit pressurizado, leme duplo na cauda, foi a primeira aeronave militar equipada com assento ejector e a primeira aeronave operacional alemã com trem de aterragem em triciclo.
Foi talvez o único avião alemão capaz de fazer frente ao americano Northrop P-61 e ao britânico de Havilland Mosquito. Depois da Segunda Guerra Mundial terminar, foi usado pela Força Aérea da Checoslováquia.

## Variantes
| Variante    | Características | Qtd. produzida |
| ----------- | --- | -------------- |
| He 219 A-0  | Inicialmente usado para pre-produção mas que tornou-se a maior versão de produção com motor DB 603A de 1,750 PS | 104            |
| He 219 A-1  | Bombardeiro de reconhecimento proposto; projeto abandonado | Não produzido  |
| He 219 A-2  | Similar ao A-0 mas com nacelas de motor alongadas para tanques de combustíveis adicionais, equipado com motores DB 603AA de 1,670 PS | 85             |
| He 219 A-5  | Planejado caça noturno para três tripulantes, somente alguns conhecidos protótipos para produção a partir de airframes da versão A-2 | N/D            |
| He 219 A-6  | Planejado caçador de De Havilland Mosquito, versão simplificada do He 219 A-2, armado com 4 canhões MG 151/20 | N/D            |
| He 219 A-7  | Versão aprimorada com motor DB 603E de 1,800 PS | 210            |
| He 219 D-1  | Airframes adaptados do A-7 para receber os motores Junkers Jumo 213E | 5              |
| He 319      | Caça multi-missão Derivado do 219 mas não construído, só possuiu número de sequencia em comum | N/D            |
| He 419      | Vários projetos derivados que culminaram no modelo He 419 B1/R1, seis dos quais voaram; uso da cauda do He 319, envergadura maior de 59 m² (635 ft²); 2 x MG 151/20 nas asas e 4 x MK 108 em uma baia ventral. Velocidade máxima de 679 km/h (422 mph) na altitude de 13 600 m (44 600 ft) | 6              |
| Letov LB-79 | Dois He 219 construídos com partes recuperadas de componentes na Checoslováquia durante a década de 1950; com um sendo usado como plataforma de testes para motores turbojato | 2              |